# Cantó de Sant Roma de Tarn
El cantó de Sant Roma de Tarn és un cantó francès del departament de l'Avairon, situat al districte de Millau. Té 8 municipis i el cap cantonal és Sant Roma de Tarn.

## Municipis
- Aissenas
- Broquièrs
- Brossa del Castèl
- Las Còstas de Goson
- L'Estrada e Toels
- Sant Roma de Tarn
- Sant Victor e Melviu
- Lo Truèlh

## Història
| Data d'elecció                           | Identitat      | Partit | Qualitat |
| ---------------------------------------- | -------------- | ------ | -------- |
| 1988-1994                                | Gérard Laussel | UDF    |          |
| 1994-                                    | Alain Marc     | UMP    |          |
| les dades anteriors no són pas conegudes |                |        |          |
|                                          |                |        |          |

## Demografia
| 1962  | 1968  | 1975  | 1982  | 1990  | 1999  | 2006  |
| ----- | ----- | ----- | ----- | ----- | ----- | ----- |
| 3.711 | 4.259 | 3.720 | 3.546 | 3.203 | 3.108 | 3.186 |